# Brebevnica
Brebevnica (izvirno srbsko Бребевница) je naselje v Srbiji, ki upravno spada pod Občino Dimitrovgrad; slednja pa je del Pirotskega upravnega okraja.

## Demografija
V naselju, katerega izvirno (srbsko-cirilično) ime je Бребевница, živi 58 polnoletnih prebivalcev, pri čemer je njihova povprečna starost 63,8 let (61,5 pri moških in 66,1 pri ženskah). Naselje ima 32 gospodinjstev, pri čemer je povprečno število članov na gospodinjstvo 1,94.
To naselje je v glavnem bolgarsko (glede na popis iz leta 2002).
|  |

| Demografija | Demografija     | Demografija     |
| Leto        | Št. prebivalcev | Št. prebivalcev |
| ----------- | --------------- | --------------- |
|             |                 |                 |
|             |                 |                 |
|             |                 |                 |
|             |                 |                 |
| 1948        | 413             |                 |
| 1953        | 372             |                 |
| 1961        | 329             |                 |
| 1971        | 233             |                 |
| 1981        | 148             |                 |
| 1991        | 90              | 90              |
| 2002        | 62              | 62              |
|             |                 |                 |

| Etnična sestava po popisu iz leta 2002 | Etnična sestava po popisu iz leta 2002 | Etnična sestava po popisu iz leta 2002 | Etnična sestava po popisu iz leta 2002 | Etnična sestava po popisu iz leta 2002 |
| -------------------------------------- | -------------------------------------- | -------------------------------------- | -------------------------------------- | -------------------------------------- |
| Bolgari                                | Bolgari                                |                                        | 51                                     | 82,25%                                 |
| Srbi                                   | Srbi                                   |                                        | 5                                      | 8,06%                                  |
| Neznano                                | Neznano                                |                                        | 0                                      | 0,0%                                   |